# カシュミール・スルターン朝

カシュミール・スルターン朝
Kashmir Sultanate

カシュミール・スルターン朝（カシュミール・スルターンちょう, 英語：Kashmir Sultanate）は、北西インドのカシュミール地方を支配した王朝（1339年 - 1586年）。首都はシュリーナガル。

## 歴史
カシュミール地方には古くからヒンドゥー王朝が成立していた。11世紀から12世紀にかけて、この王朝ではトルキスタンやホラーサーン出身のトルコ人傭兵が雇われていた。
また、13世紀から14世紀にかけては、カシュミールは西方の経路によって中央アジアに繋がっていたため、モンゴル帝国の侵略を幾度となく受けた。とはいえ、南方に存在したデリー・スルターン朝はこの王朝には積極的な働きかけ行わなかった。
1339年（あるいは1346年）、ムスリムの宰相シャー・ミールがヒンドゥー王朝から王位を簒奪し、シャムスッディーンの称号のもと王座につき、カシュミール・スルターン朝を創始した。この人物の出自はテュルク系ともアフガン系ともいわれるが、その出自はいまだに明らかではない。この人物の王統はシャー・ミール朝と呼ばれている。
この王朝の注目すべき点は、14世紀の段階でようやくムスリム王朝が成立したこと、北インドのトルコ系ムスリムの動向とは無関係に成立したことである。また、この王朝は他の地方王朝と違い、デリー・スルターン朝（当時はトゥグルク朝）の征服地ではない地域に成立したものである。
14世紀末に統治をはじめたシカンダルはイスラーム教の熱烈な信者であり、ヒンドゥー教を弾圧、その寺院や群像を破壊したため、「偶像破壊者」の異名で知られた。そのため、カシュミール地方のイスラーム化が大きく進行した。とはいえ、彼は学者を手厚く保護し、西アジアから多くの学者がこの地へと移った。
シカンダルの死後、その息子のアリー・シャーが王となったが、1420年にメッカへと巡礼に行き、その弟ザイヌル・アービディーンが後を継いだ。その治世はカシュミール・スルターン朝の黄金期ともいえる治世であった。
ザイヌル・アービディーンは宗教的に寛容であった。彼は父の代に弾圧されたヒンドゥー教への保護も行い、人頭税を廃止し、新たなヒンドゥー寺院の建設を認めたばかりか、牛の屠殺も禁止した。
ザイヌル・アービディーンの宮廷ではムスリムとヒンドゥーの文人らで賑わい、マハーバーラタのみならず、王朝の歴史書ラージャラタンギニーをペルシア語に翻訳させた。また、中央アジアのサマルカンドに人を派遣し、製紙法や製本術を学ばせたり、他にも多くの技術を育成した。
1470年、ザイヌル・アービディーンの50年に渡る治世が終わると、王朝は衰退に向かった。政権内部の抗争に加え、パンジャーブ地方から度重なる侵攻により、王朝内は混乱が続いた。
また、1540年にはムガル帝国の皇帝フマーユーンの親族（バーブルの従兄弟にあたる）ミールザー・ハイダル・ドゥグラトが侵略し、1551年までカシュミールはその統治下にあった。
1561年、歴代君主の下で有力者を輩出してきたチャク部族によって王位を簒奪された。この王統はチャク朝と呼ばれる。
1586年、フマーユーンの息子アクバルはこの地に遠征軍を送ると、カシュミール地方は併合され、王朝は滅亡した。